# Принц и нищий (фильм, 1942)
«При́нц и Ни́щий» (другое название — «Том Ке́нти») — советский художественный фильм, экранизация одноимённого романа Марка Твена. Вышел на экраны 24 января 1943 года.

## Сюжет
Том Кенти, сын английского простолюдина, при случайных обстоятельствах попадает во дворец короля Англии. Он знакомится со своим сверстником, наследником престола принцем Эдуардом. Увлечённый рассказом Кенти о жизни улицы, принц решает пробраться в трущобы Лондона и лично испытать удовольствие от игр с уличными мальчишками. Эдуард уговаривает Тома обменяться костюмами. Заглянув в бассейн, мальчики убеждаются, что они как две капли воды похожи друг на друга. Оказавшись на улице, принц претерпевает все невзгоды уличного мальчишки. Он знакомится с подлинной жизнью английских тружеников. Его поражают нищета и бесправие народа, несправедливость действующих в Англии законов. Тем временем Тома Кенти принимают во дворце за наследного принца. Кенти в свою очередь убеждается в лицемерии, царящем при дворе. После смерти короля Том Кенти должен наследовать корону Англии. В день коронации истинный принц заявляет свои права на престол. Том с радостью передаёт бразды правления в руки наследника.
— Советские художественные фильмы. Аннотированный каталог. Том II. 1961

## В ролях
| Актёр                | Роль                               |
| -------------------- | ---------------------------------- |
| Мария Барабанова     | Том Кенти, нищий / принц Эдуард VI |
| Юрий Толубеев        | король Генрих VIII                 |
| Сергей Троицкий      | Джон Кенти, отец Тома              |
| Клавдия Половикова   | мать Тома                          |
| Матвей Ляров         | сэр Берклей                        |
| Андрей Абрикосов     | Майльс Гендон                      |
| Сергей Комаров       | капеллан                           |
| Елена Кузьмина       | ведьма                             |
| Степан Каюков        | водовоз                            |
| Георгий Милляр       | Йокель, нищий и бывший фермер      |
| Михаил Трояновский   | Бёрнс, нищий                       |
| Алексей Консовский   | Гуго, нищий                        |
| Елена Тяпкина        | крестьянка                         |
| Александр Гречаный   | эпизод                             |
| Елена Максимова      | нищая                              |
| Николай Комиссаров   | вельможа                           |
| Александр Козубский² | слуга                              |
| Софья Ланская²       | Нани Кенти, сестра Тома            |

² — не указаны в титрах

## История создания
Сценарий по повести Марка Твена был написан Николаем Эрдманом в начале 1940-х годов.

Эта многострадальная картина начала сниматься в Одессе, где пустовал нужный нам большой павильон. В первый же день войны он был обстрелян вражеской авиацией, после чего, растеряв по тяжёлой военной дороге часть имущества, мы вернулись в Москву.
— Эраст Гарин, «Встречи с драматургом Н. Р. Эрдманом» 1974
Вскоре студия «Союздетфильм» была эвакуирована в Таджикистан. Выбор на обе главные роли одной актрисы — Марии Барабановой продиктовал в сценах где партнёром актрисы являлась она сама, прибегнуть к кинотрюкам: съёмке кадров по частям. Находившийся в Сталинабаде Михаил Кириллов, энтузиаст комбинированных съёмок, помог также избежать скудности изобразительных средств военного времени:

…в единственном павильоне с рисованными на его стенках декорациями (внутренность Вестминстерского аббатства!!), продолжали мы съёмки «Принца и нищего». Только талант, виртуозный профессионализм и терпение оператора М. Кириллова сделали возможным показать панораму Тауэра и ряд других сложных объектов так, что они хорошо смотрятся и сегодня.
— Эраст Гарин, «Встречи с драматургом Н. Р. Эрдманом» 1974

## Съёмочная группа
- Автор сценария: Николай Эрдман
- Режиссёры-постановщики: Эраст Гарин, Хеся Локшина
- Оператор: Жозеф Мартов
- Художники: Сергей Козловский, Ш. Мирзоян, Владимир Никитченко
- Композитор: Сергей Потоцкий
- Звукооператор: С. Юрцев
- Оператор комбинированных съёмок: Михаил Кириллов
- Художники по костюмам: К. Ефимов, Л. Байкова
- Художник-гримёр: М. Мардисова
- Директор: Яков Светозаров

## Критика
Классический сюжет Марка Твена прекрасно адаптировался к советским реалиям, нимало не потеряв в комизме положений и авторской иронии, а рисованные декорации, «шутки, свойственные театру», так называемые лацци (от итал. lazzi), обыгрываемые сюжетом о переодевании, и утрированная игра актёров прекрасно демонстрируют театральную природу текста «Принца и нищего».
— Кристина Басс Гарсиа, «Дочки-матери» 2016